# Haploblepharus edwardsii
Espèce
Répartition géographique
Statut de conservation UICN

 EN  : En danger
Haploblepharus edwardsii est une espèce de requins.